# Páramo de Cruz Verde
El páramo Cruz Verde es un páramo ubicado entre Distrito Capital de Bogotá y la provincia de Oriente del departamento de Cundinamarca. Es parte del mismo sistema del páramo de Sumapaz.

## Características
El páramo de Cruz Verde se encuentra entre los 3.300 y los 3.700 m s. n. m. en la Cordillera Oriental. Se encuentra al oriente de Bogotá, ocupando territorios del Distrito Capital, y de los municipios de Chipaque, Ubaque, Choachí, Une y un pequeño fragmento de La Calera.
En su territorio nacen los ríos Fucha, cuyo curso se encuentra en la sabana de Bogotá y Palmar, que baña el municipio de Ubaque.
Alberga un bosque secundario y afloramientos geológicos de rocas sedimentarias del cretáceo y del terciario. Alberga una gran variedad de frailejones y helechos. En su territorio se encuentra asimismo el Parque Ecológico Matarredonda. Presenta diferentes humedales interconectados.
A principios del siglo XIX fue uno de los territorios visitados en la región por los naturalistas europeos Alexander von Humboldt y Aimé Bonpland.

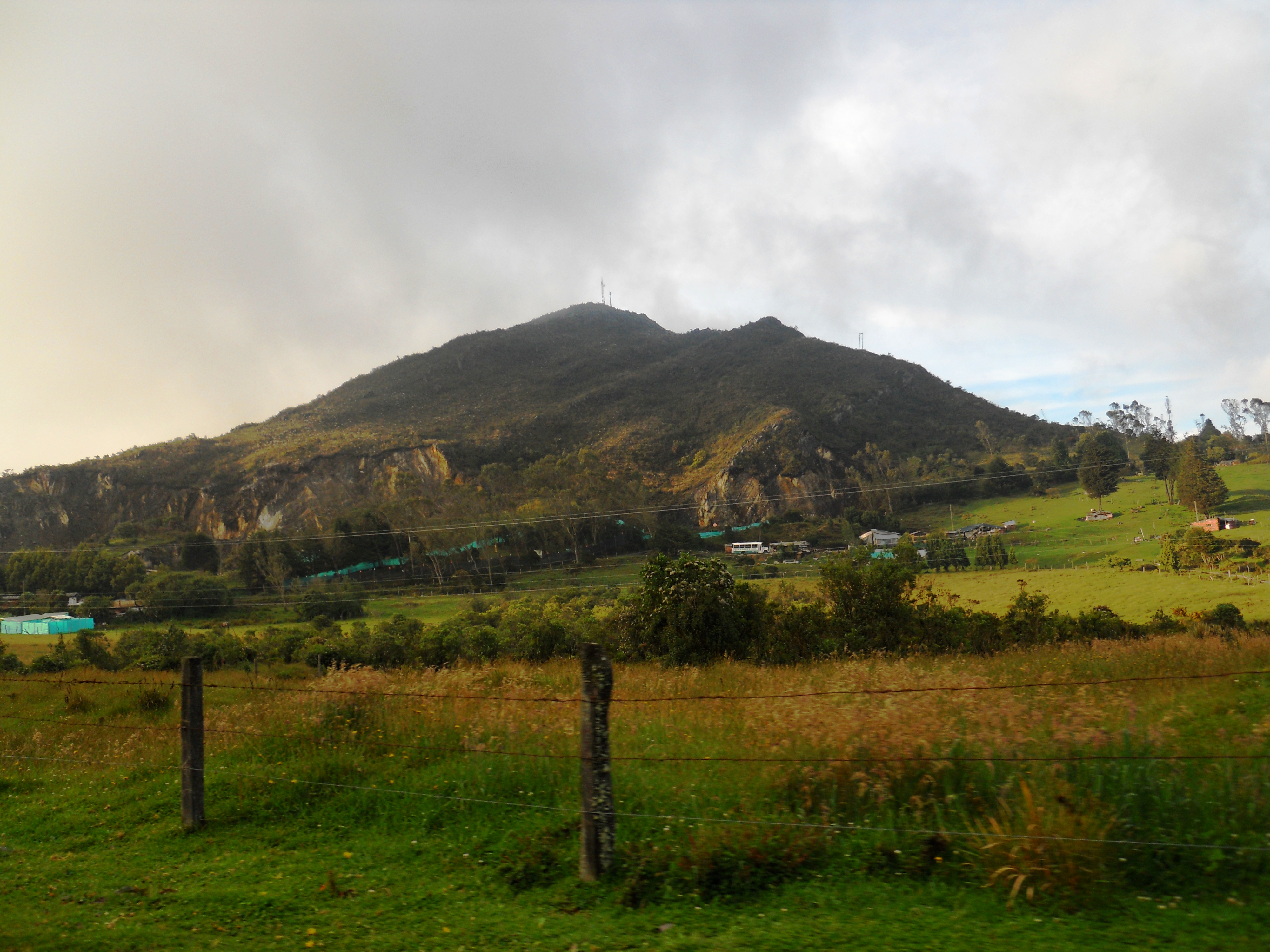
Cerro en el páramo.

### Conservación
A pesar de que se trata de una zona ecológica protegida, tanto la deforestación por quema y tala como las actividades agrícolas y de ganadería amenazan con desertificarlo. Del mismo modo, desde hace siglos se extrae de sus terrenos material para la construcción, lo cual ha transformado su morfología y ha afectado su biodiversidad.